# Cecil B. DeMille
Cecil B. DeMille (anglès: Cecil Blount DeMille)  (Ashfield, 12 d'agost de 1881 - Hollywood, 21 de gener de 1959), de nom complet Cecil Blount DeMille, fou un dels directors de cinema de més èxit durant la primera meitat del segle xx.

## Biografia

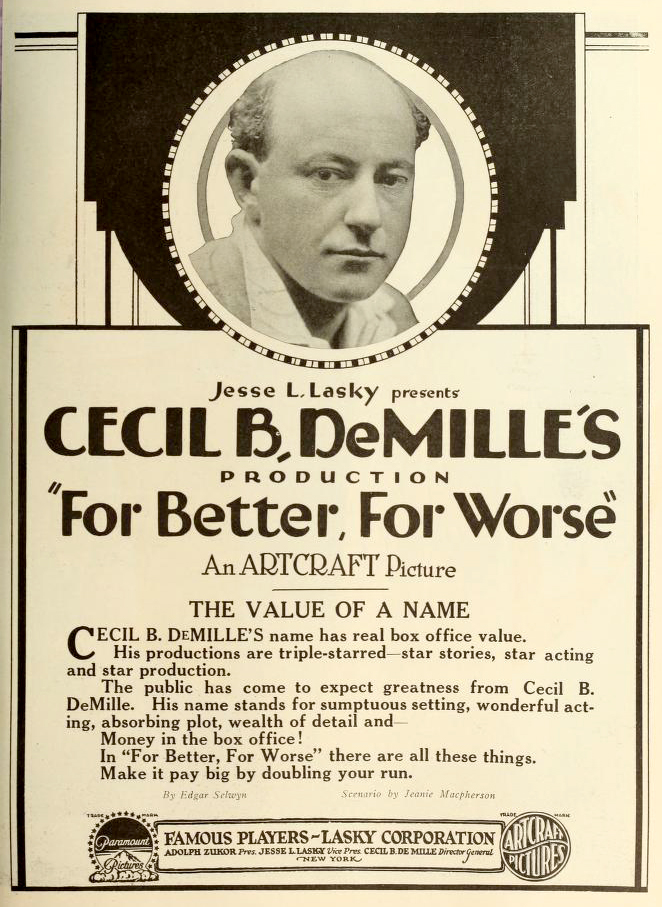
Anunci (1919)

Els seus pares, Henry i Beatrice, es dedicaven a escriure obres de teatre. Henry de Mille va morir quan Cecil tenia dotze anys i la seva mare va començar a mantenir la llar després d'obrir un col·legi per a noies i una companyia de teatre. Massa jove per enrolar-se en l'exèrcit i participar en la guerra dels Estats Units contra Espanya, va seguir el seu germà William a Nova York per estudiar a l'Acadèmia d'Arts Dramàtiques. Va fer el seu debut a Nova York el 1900 amb la companyia teatral de Charles Frohman, amb l'obra Hearts Are Trumps. L'any següent treballaria en altres produccions de Frohman, com To Have and to Hold i Are You a Mason?. El 16 d'agost de 1902 es va casar amb Constance Adams, amb qui havia coincidit en la companyia del seu debut.
Va ser durant vint anys actor i mànager de la companyia de la seva mare. El 1911, DeMille va conèixer el productor de vodevils Jesse L. Lasky, amb qui produiria el musical d'èxit California, que es va estrenar el 1912. El 1913, cansat del teatre, va fundar, al costat de Jesse L. Lasky i Sam Goldwyn, la Jesse L. Lasky Feature Play Company, que uns anys més tard esdevindria la Paramount, i l'any següent va produir The Squaw Man (1914), codirigida amb Oscar Apfel, que fou un gran èxit. Entre les seves pel·lícules inicials cal destacar Brewster's Millions (1914), també codirigida amb Oscar Apfel, The Warrens of Virginia (1915) i The Cheat (1915).
Va produir i va dirigir setanta pel·lícules i va estar molt lligat a moltes més. La majoria de les seves pel·lícules són comèdies. La seva filla, Katherine DeMille, es va casar amb l'actor Anthony Quinn en contra dels seus desitjos, i mai l'hi va perdonar.
També és molt conegut per les seves produccions de films èpics i bíblics, com Rei de reis (King of Kings) i Els Deu Manaments (1923).
Els premis Globus d'Or reconeixen cada any una trajectòria cinematogràfica amb el premi honorífic Cecil B. DeMille.

## Filmografia com a director
Les seves pel·lícules més destacades són:

### Cinema mut
- The Squaw Man (1914)
- Brewster's Millions (1914)
- The Master Mind (1914)
- The Only Son (1914)
- The Man on the Box (1914)
- The Call of the North (1914)
- The Virginian (1914)
- What's His Name (1914)
- The Man from Home (1914)
- Rose of the Rancho (1914)
- The Ghost Breaker (1914)
- The Girl of the Golden West (1915)
- After Five (1915)
- The Warrens of Virginia (1915)
- The Unafraid (1915)
- The Captive (1915)
- The Wild Goose Chase (1915)
- The Arab (1915)
- Chimmie Fadden (1915)
- Kindling (1915)
- Carmen (1915)
- Chimmie Fadden Out West (1915)
- The Cheat (1915)
- Temptation (1915)
- The Golden Chance (1916)
- The Trail of the Lonesome Pine (1916)
- The Heart of Nora Flynn (1916)
- Maria Rosa (1916)
- The Dream Girl (1916)
- Joan the Woman (1917)
- A Romance of the Redwoods (1917)
- The Little American (1917)
- The Woman God Forgot (1917)
- The Devil Stone (1917)
- The Whispering Chorus (1918)
- Old Wives for New (1918)
- We Can't Have Everything (1918)
- Till I Come Back to You (1918)
- The Squaw Man (1918)
- Don't Change Your Husband (1919)
- For Better, for Worse (1919)
- Male and Female (1919)
- Why Change Your Wife? (1920)
- Something to Think About (1920)
- Forbidden Fruit (1921)
- The Affairs of Anatol (1921)
- Fool's Paradise (1921)
- Saturday Night (1922)
- Manslaughter (1922)
- Adam's Rib (1923)
- The Ten Commandments (1923)
- Triumph (1924)
- Feet of Clay (1924)
- The Golden Bed (1925)
- The Road to Yesterday (1925)
- The Volga Boatman (1926)
- The King of Kings (1927)
- Walking Back (1928)
- The Godless Girl (1928)

### Cinema sonor
- Dynamite (1929)
- Madam Satan (1930)
- The Squaw Man (1931)
- The Sign of the Cross (1932)
- This Day and Age (1933)
- Four Frightened People (1934)
- Cleopatra (1934)
- The Crusades (1935)
- The Plainsman (1937)
- The Buccaneer (1938)
- Union Pacific (1939)
- North West Mounted Police (1940)
- Reap the Wild Wind (1942)
- The Story of Dr. Wassell (1944)
- Unconquered (1947)
- California's Golden Beginning (1948) (curt)
- Samson and Delilah (1949)
- L'espectacle més gran del món (1952)
- Els Deu Manaments (1956)